# Lago Boon Tsagaan
O lago Boon Tsagaan ou Böön Tsagaan (em mongol:  Бөөн Цагаан нуур) é um lago salgado da província (aimag) de Bayankhongor, Mongólia, localizado no Vale dos Lagos do Gobi, entre o planalto de Khangai e Gobi Altai. O lago seca temporariamente.